# Championnats du monde de tir 1935
Navigation
Édition précédente Édition suivante
Les championnats du monde de tir 1935, trentième édition des championnats du monde de tir, ont eu lieu à Bruxelles et Rome, en Belgique et Italie, en 1935.